# Pieter Schuyler
Pour les articles homonymes, voir Schuyler.
Pieter  Schuyler (17 septembre 1657 – 19 février 1724), officier, maire et gouverneur américain.

## Biographie
Pieter Schuyler est né en 1657 à Beverwijck, Nouvelle-Néerlande, fils de Philip Pieterse Schuyler et Margarita Van Slichtenhorst. 
Il est commandant des forces britanniques durant la Première Guerre intercoloniale à la Bataille de Laprairie en 1691. Il est responsable de la mort de 45 personnes, et des incendies commis par ses soldats dans la vallée du Richelieu lors de cette guerre. 
Pieter Schuyler est le premier maire de la ville d'Albany dans l'État de New York. Il est à la tête des commissions pour les affaires amérindiennes. 
Il sert aussi comme gouverneur de New York entre 1709 et 1719 puis en 1720.